# Drosophila charmadensis
Drosophila charmadensis este o specie de muște din genul Drosophila, familia Drosophilidae, descrisă de Maragowdanahalli Hombegowda Mari Gowda și Krishnamurthy în anul 1972. Conform Catalogue of Life specia Drosophila charmadensis nu are subspecii cunoscute.